# Ducati Hypermotard
Ducati Hypermotard je motocykl kategorie supermotard, vyvinutý firmou Ducati a vyráběný od roku 2013. Předchůdcem byla první verze Ducati Hypermotard. Vyráběn byl ve verzích Hypermotard, Hypermotard SP a v cestovní verzi Hyperstrada.

## Technické parametry
- Rám: příhradový z ocelových trubek
- Motor: vidlicový, 2 válce, 8 ventilů, desmo rozvod
- Objem: 821 cm³
- Výkon: 81 kw/110 hp při 9250 ot/min
- Suchá hmotnost: 175 kg
- Maximální rychlost: 200 km/h